# Henry Home Kames

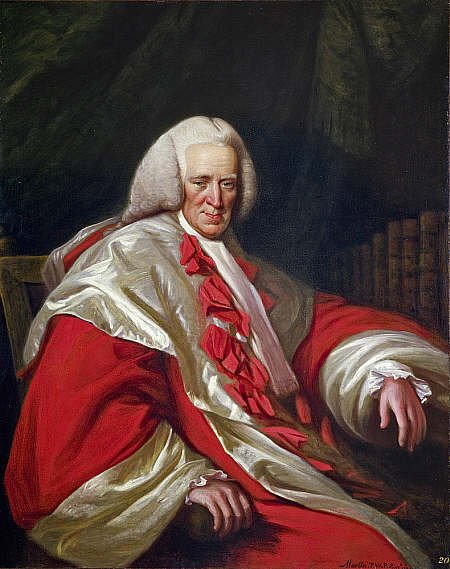
Henry Home Kames, Lord Kames

Henry Home Kames, Lord Kames (* 1696 auf Kames House, Berwickshire; † 27. Dezember 1782) war ein schottischer Jurist und Philosoph. 

## Leben
Er war der Sohn des George Home, Gutsherr von Kames in Berwickshire.
1712 begann er eine juristische Ausbildung in Edinburgh. 1724 wurde er als Advocate bei Gericht zugelassen. 1752 wurde er zum Richter des schottischen Zivilgerichtshofs (Court of Session) ernannt und erhielt den Titel Lord Kames. 1763 wurde er Lord Commissioner of Justiciary for Scotland (Lord of Justiciary). 
Bekannt wurde er insbesondere durch seine Arbeit „Grundsätze der Kritik“ (Elements of Criticism). Die Sketches of the History of Man (1774) waren für Herders Geschichtsphilosophie („Auch eine Philosophie der Geschichte zur Bildung der Menschheit“, 1774) von entscheidender Bedeutung.

## Werke
- Remarkable Decisions of the Court of Session. 1728.
- Essays upon Several Subjects in Law. 1732.
- Essay Upon Several Subjects Concerning British Antiquities. Um 1745.
- Essays on the Principles of Morality and Natural Religion. 1751.
- Historical Law-Tracts. 1758.
- Principles of Equity. 1760.
- An Introduction to the Art of Thinking. 1761.
- Elements of Criticism. 1762.[1]
- Sketches of the History of Man. 2 Bände, 1774.[2]
- The Gentleman Farmer. 1776.
- Loose Thoughts on Education. 1781.